# Kościół św. Katarzyny w Ulinie Wielkiej
Kościół św. Katarzyny w Ulinie Wielkiej – zabytkowy kościół znajdujący się w województwie małopolskim, w powiecie miechowskim, w gminie Gołcza, w Ulinie Wielkiej.
Kościół drewniany z 1655 roku wraz z dzwonnicą, starodrzewem i otoczeniem wpisany został do rejestru zabytków nieruchomych województwa małopolskiego. Obiekt znajduje się na szlaku architektury drewnianej województwa małopolskiego.

## Historia
Kościół zbudowany w 1655 roku w miejscu starszego. W 1708 r. został przebudowany i powiększony o kruchtę od strony zachodniej przez Krzysztofa z Dobnia. W 1791 roku biskup Franciszek Potkański poświęcił kościół.

## Architektura
Kościół drewniany, orientowany, konstrukcji zrębowej. Nawa nakryta sklepieniem pozornym krzyżowym, prezbiterium węższe od nawy, prostokątne, ze sklepieniem pozornym kolebkowym. Odrzwia i obramienia okien w kształcie oślich grzbietów.

## Wyposażenie wnętrza
- Późnobarokowe ołtarze z XVII wieku[4];
- gotycka rzeźba Matki Boskiej Tronującej z Dzieciątkiem_z ok. 1400 roku[4];
- manierystyczna ambona z XVII wieku[4];
- marmurowa chrzcielnica z końca XVII wieku[4];
- w ołtarzu głównym ikona Matki Boskiej z Dzieciątkiem[4];
- marmurowe epitafia właścicieli wsi z XVIII wieku[4].

## Dzwonnica
Budowla drewniana z przełomu XVIII/XIX wieku, ustawiona przed głównym wejściem.

## Galeria zdjęć

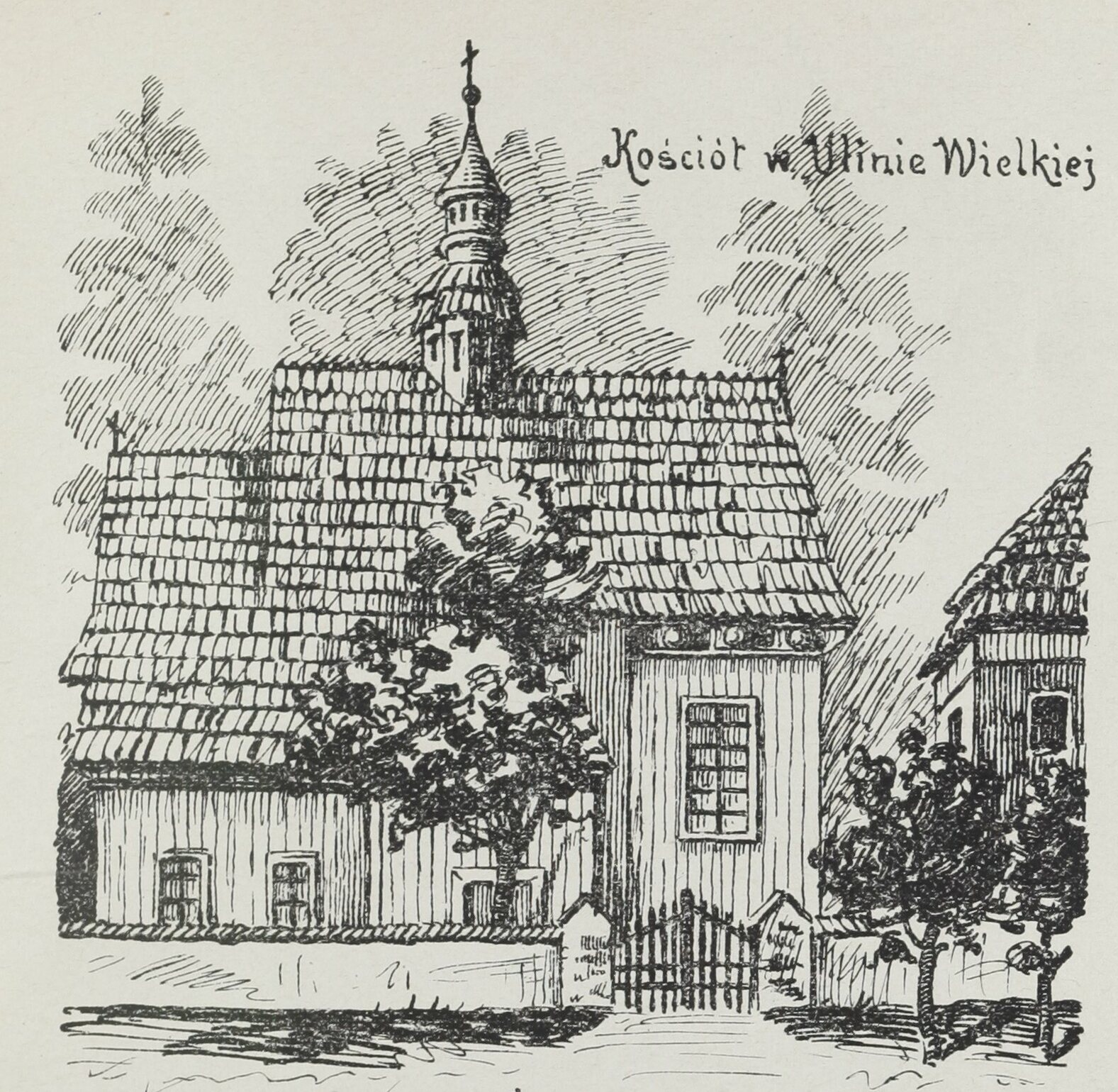
Kościół przed 1917
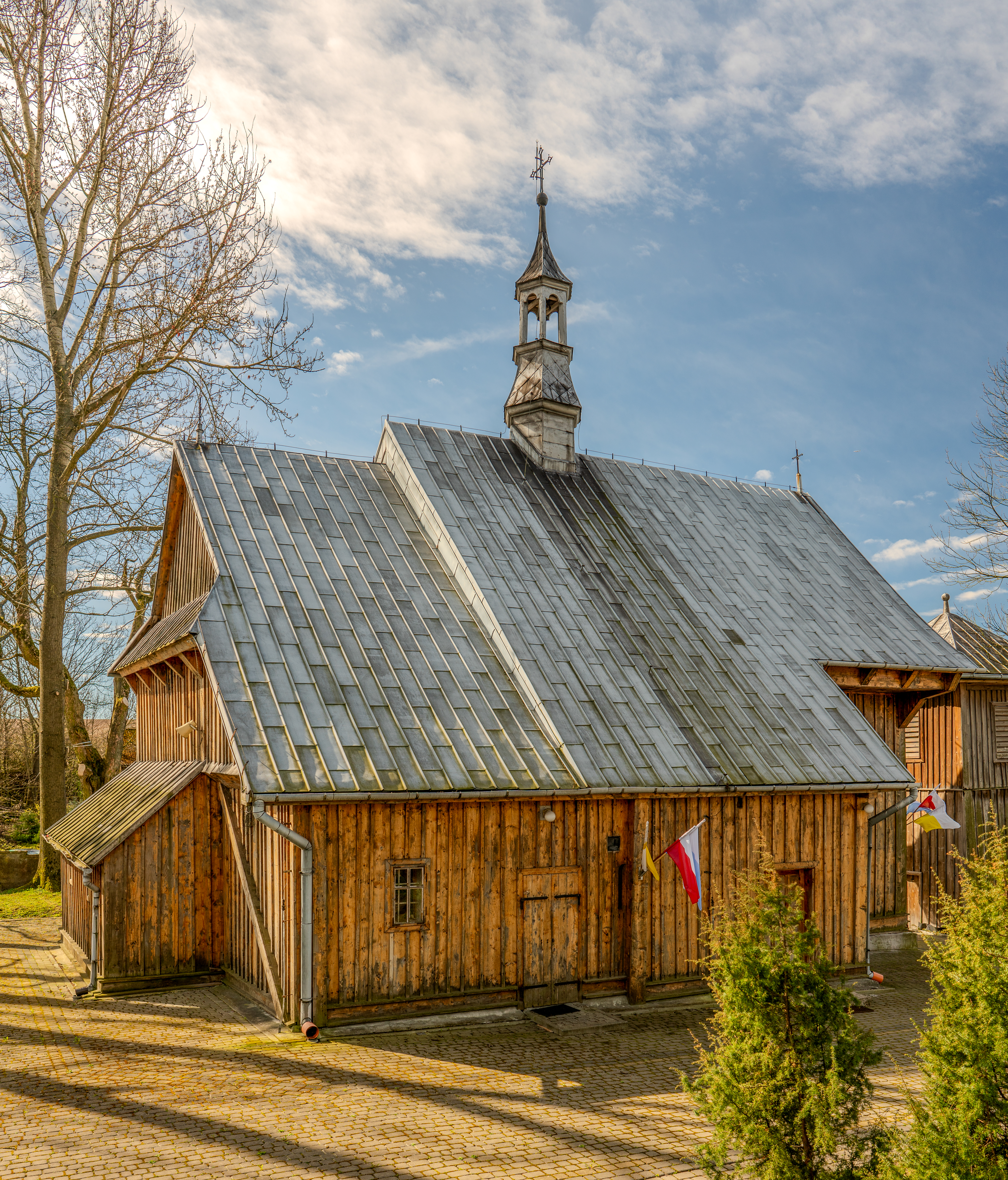
Kościół
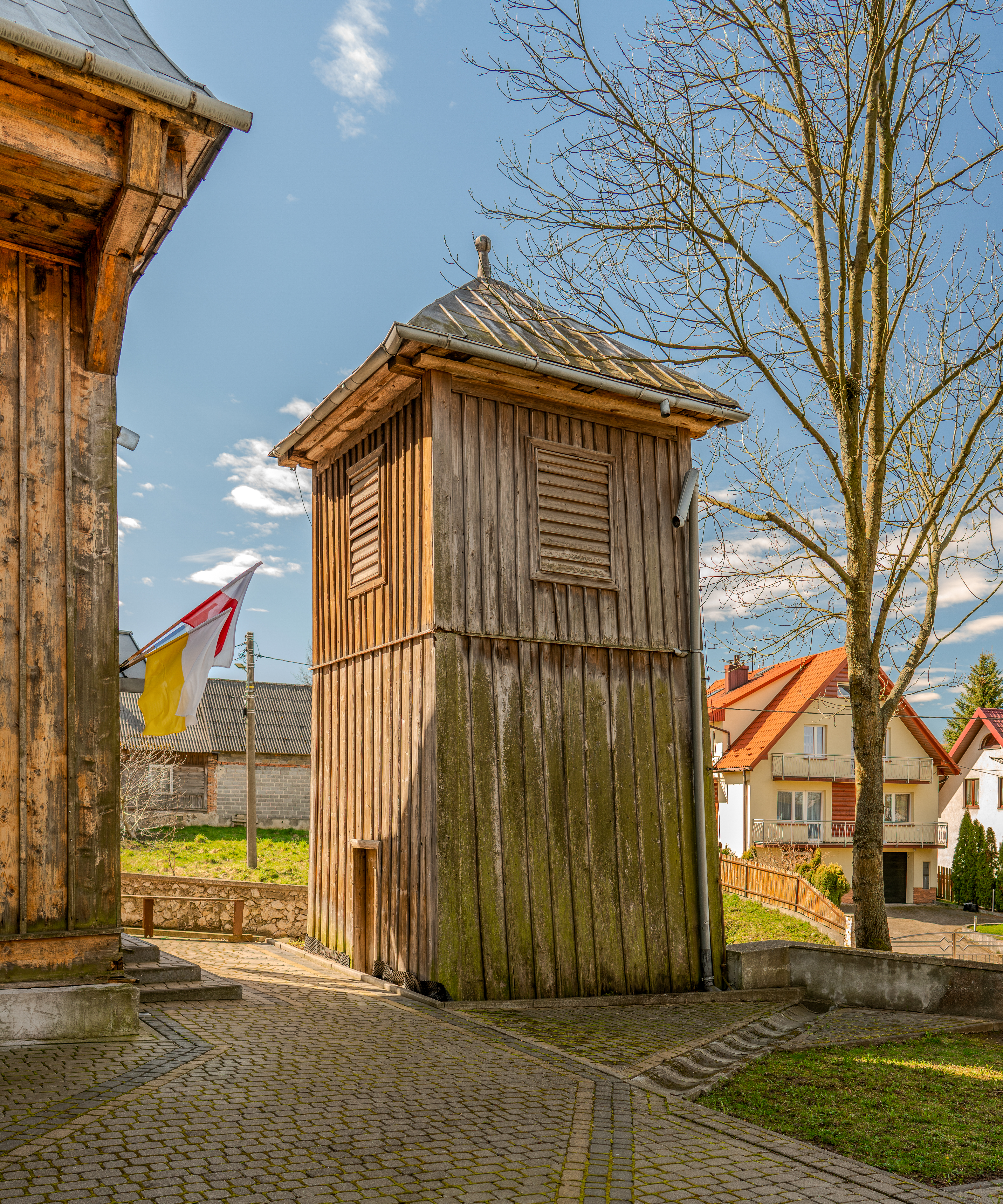
Dzwonnica